# شرکت انتشاراتی ویلیام بی اردمانز
شرکت انتشاراتی ویلیام بی اردمانز (انگلیسی: William B. Eerdmans Publishing Company) یک انتشارات مذهبی مستقر در گرندرپیدز، میشیگان است که در سال ۱۹۱۱ توسط هلندی آمریکایی ویلیام بی اردمانز (۴ نوامبر ۱۸۸۲ - آوریل ۱۹۶۶) تأسیس شد و هنوز به‌طور مستقل متعلق به عروس ویلیام آنیتا اردمانز به عنوان رئیس است، اردمانز مدتهاست که به دلیل انتشار طیف گسترده‌ای از کتب دینی مسیحیان شناخته شده است.
از آثار دانشگاهی در الهیات مسیحی، مطالعات کتاب مقدس، تاریخ مسیحیت و اشاره به عناوین رایج در معنویت، نقد اجتماعی، نقد فرهنگی و ادبیات.